# 2384 Schulhof
2384 Schulhof eller 1943 EC1 är en asteroid i huvudbältet, som upptäcktes den 2 mars 1943 av den franska astronomen Marguerite Laugier i Nice. Den har fått sitt namn efter den franske astronomen Lipót Schulhof.
Asteroiden har en diameter på ungefär 11 kilometer och den tillhör asteroidgruppen Eunomia.